# Rhynchocyon
Genre
Rhynchocyon est un genre de petits mammifères de la famille des Macroscelididae. Il fait partie de la liste des 100 espèces les plus menacées au monde établie par l'UICN en 2012.

## Liste des espèces
- Rhynchocyon chrysopygus Günther, 1881 — macroscélide à croupe dorée
- Rhynchocyon cirnei Peters, 1847 — macroscélide tacheté
- Rhynchocyon petersi Bocage, 1880 — macroscélide de Peters
- Rhynchocyon udzungwensis G. Rathbun and F. Rovero, 2008 — sengi à face grise

## Répartition

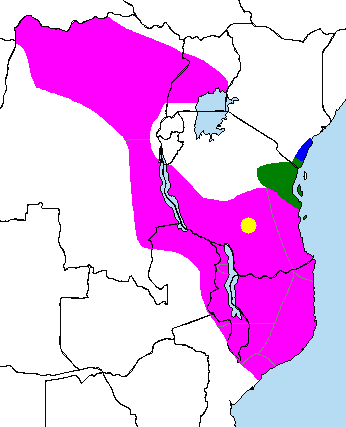
Carte détail de l'est de l'Afrique
Rhynchocyon cirnei
Rhynchocyon udzungwensis
Rhynchocyon petersi
Rhynchocyon chrysopygus